# Osiek (Gdańsk)

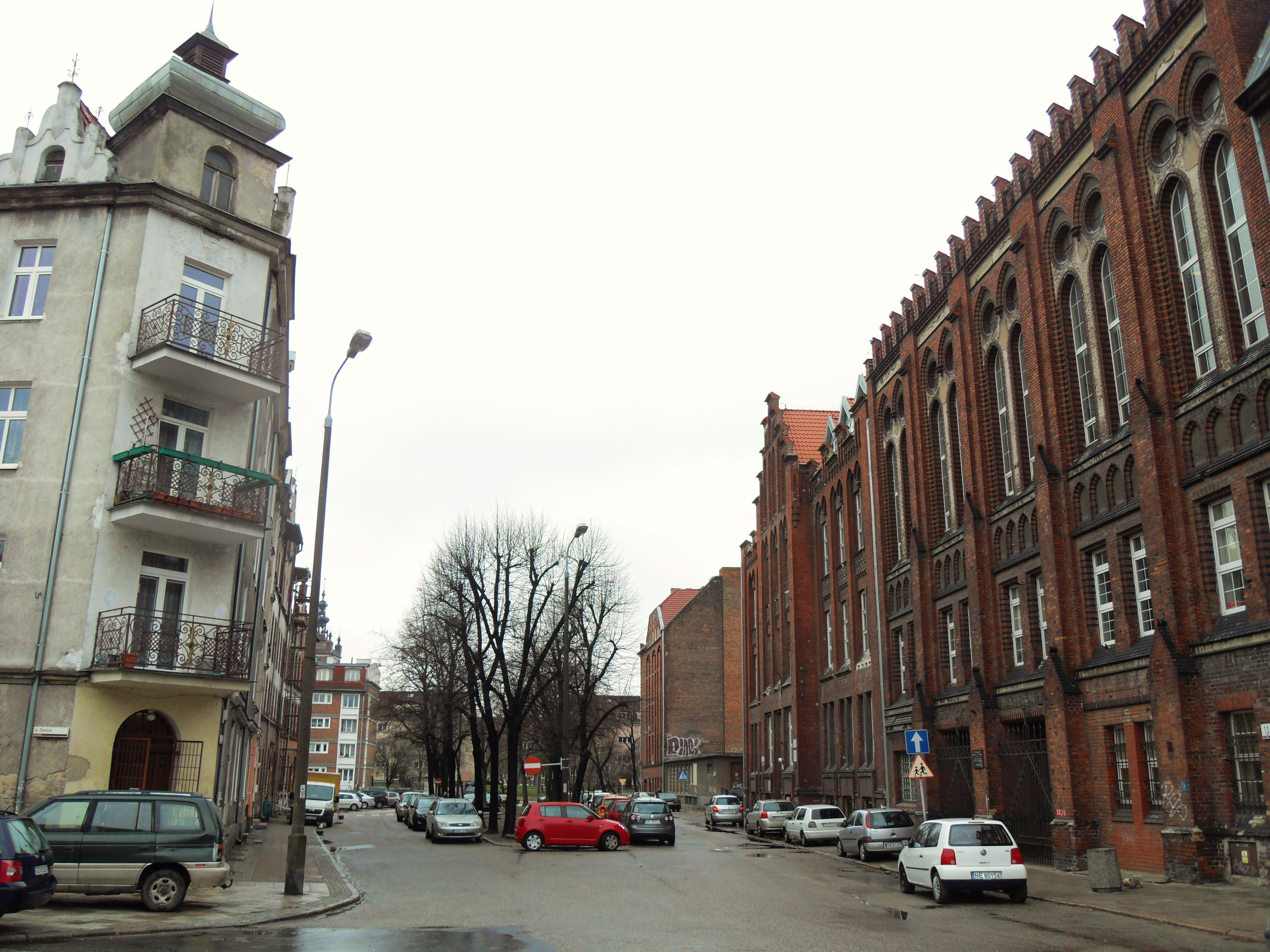
Osiek, szeroka ul. Osiek

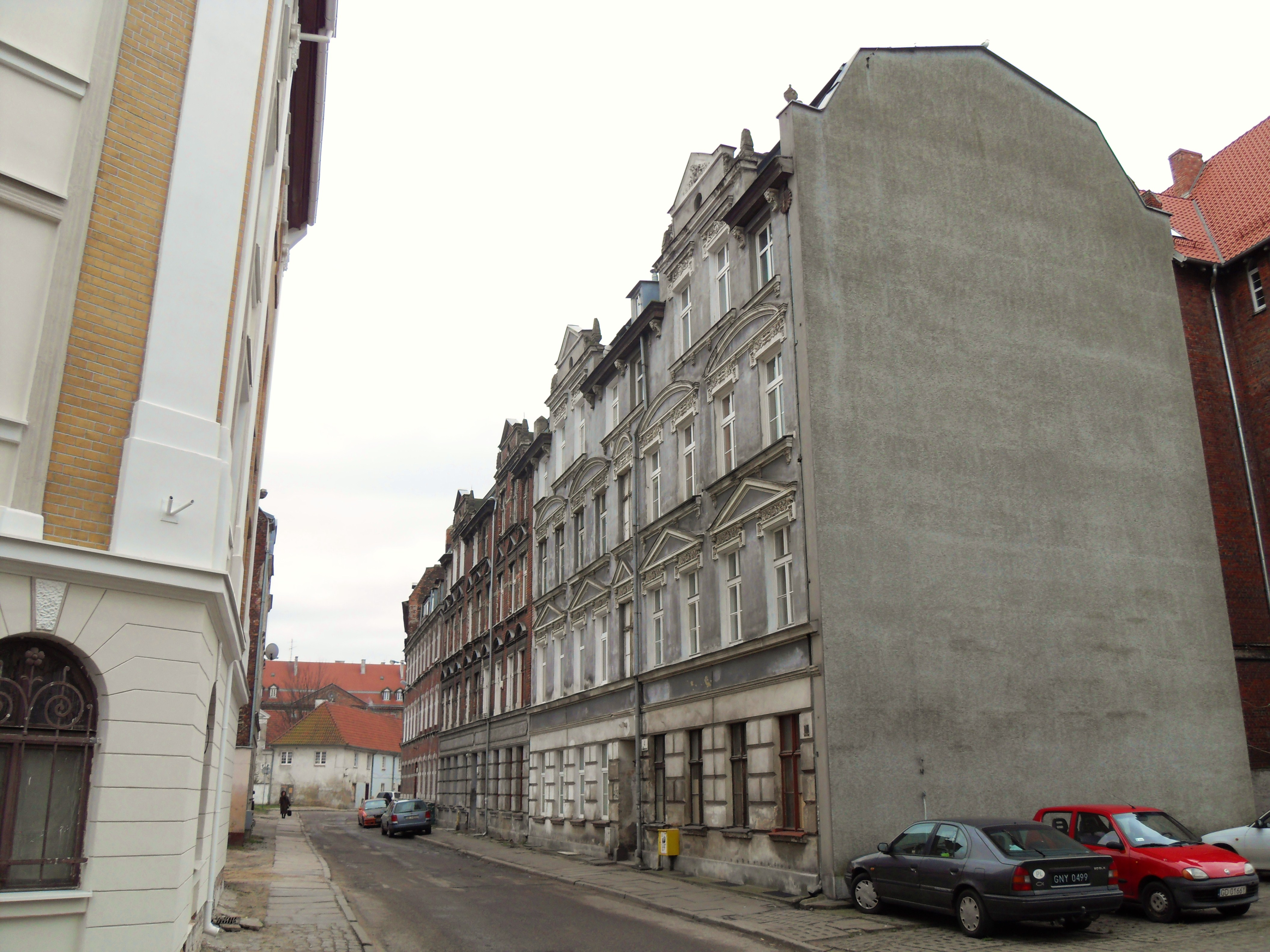
Osiek, ul. Stare Domki

Lokalizacja Osieka

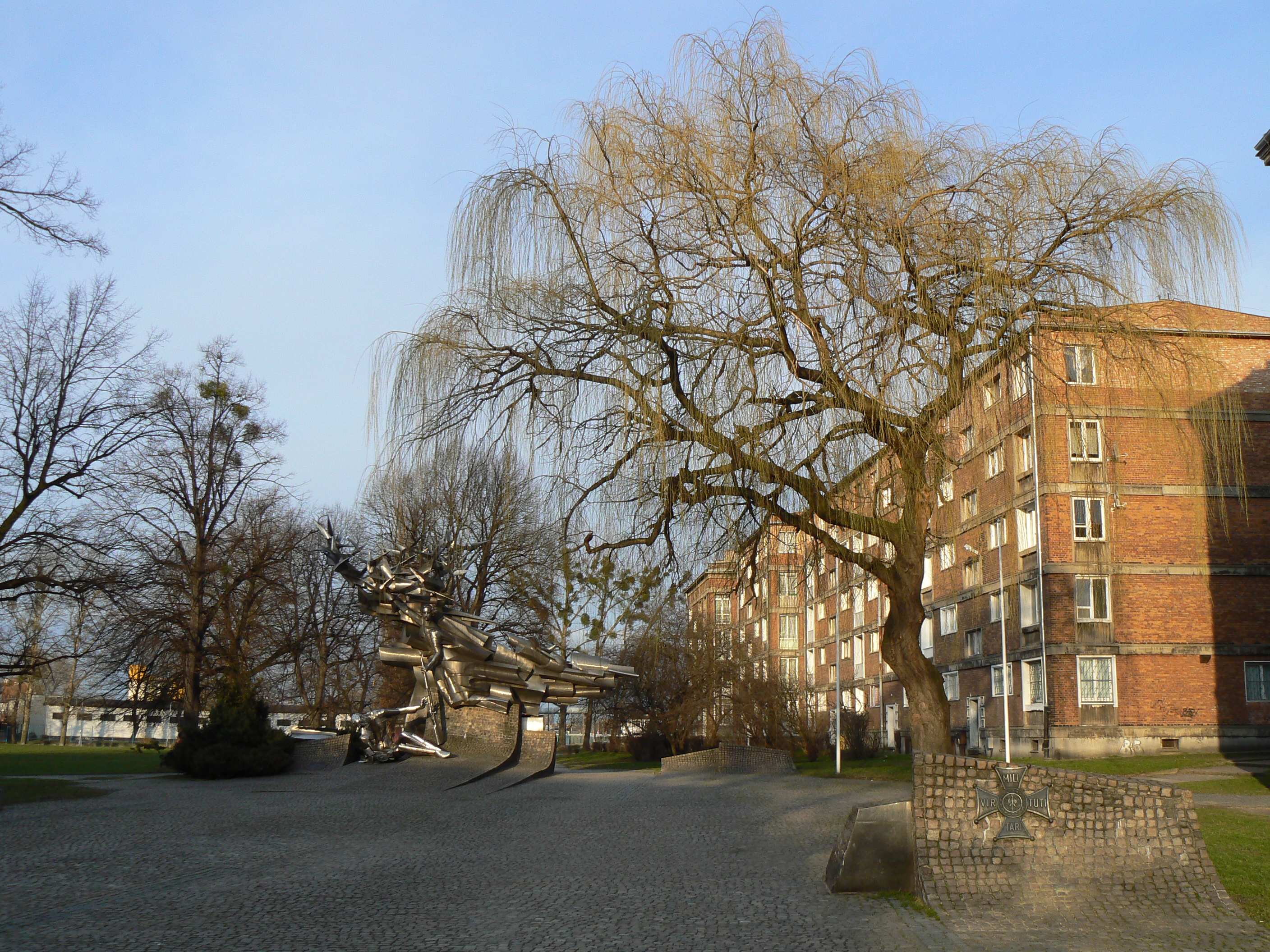
Plac Obrońców Poczty Polskiej i pomnik Obrońców Poczty Polskiej

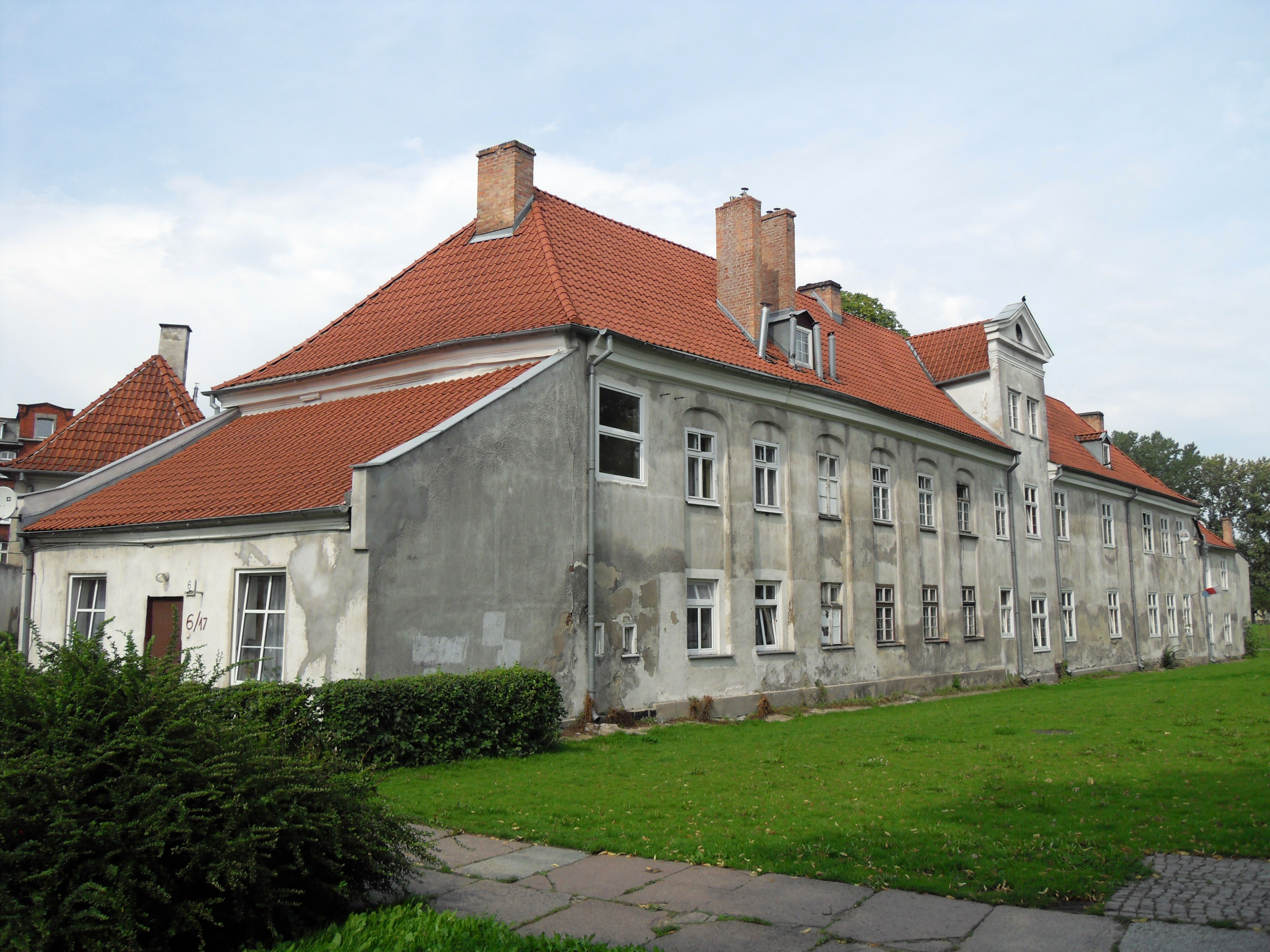
Dawny przytułek przy ul. Sierocej

Osiek (niem. Hakelwerk) – osiedle w Gdańsku, na obszarze dzielnicy Śródmieście.

## Położenie
Mianem Osieka określano i określa się do dziś tereny położone między ul. Stolarską i Igielnicką, Podwalem Staromiejskim, Kanałem Raduni a Zamczyskiem.
Osiek jest podjednostką jednostki morfogenetycznej Stare Miasto, w okręgu historycznym Gdańsk.

## Historia
Osiek powstał w pierwszej ćwiartce XIV w. i był osadą podgrodzką na zachód od grodu, zwanego dziś Zamczyskiem. Przez wieki osada była zamieszkiwana przez ubogą ludność polską (ściślej: kaszubską) i pruską, trudniącą się rybołówstwem i zbieraniem bursztynów, która to później uległa spontanicznej germanizacji.
Na Osieku istniał m.in. młyn przy ul. Tartacznej, napędzany przez większość czasu swego funkcjonowania siłą wody. Był to jeden z najdłużej czynnych zakładów przemysłowych w Gdańsku, działał prawie 800 lat.
W latach 1312–1454 osada posiadała samorząd z własnym ratuszem; nie było tu za to kościoła. Uboga ludność skarżyła się na wyzysk ze strony sióstr brygidek. 5 sierpnia 1363, w czasie jarmarku dominikańskiego, rybacy z Osieka stanęli na czele buntu biedoty; doszło do krwawych starć. Ich program polityczny streszczał się we wznoszonym podczas marszu na Główne Miasto okrzyku: Kraków!.
Głównym traktem Osieka była (dzisiaj skromna i zaniedbana, przecięta powojennym blokiem) ulica Panieńska (Jungferngasse). Stanowiła ona centrum dzielnicy rybackiej, jeszcze w XVII w. stał przy niej polski ratusz.
Po wyburzeniu wcześniejszych zabudowań, w latach 1838-44 został zbudowany nowoczesny pruski szpital wojskowy.
W 1875 został oddany neogotycki gmach szkoły męskiej przy ul. Osiek. Na początku XX wieku do szkoły zostało dobudowane boczne skrzydło. W 1903 do szkoły została dobudowana łaźnia, która podniosła znaczenie szkoły oraz przyczyniła się do poprawy stanu sanitarnego mieszkańców Osieka (w latach trzydziestych XX wieku tylko 12% okolicznych mieszkań posiadało własną łazienkę, dlatego łaźnia publiczna cieszyła się dużą popularnością; miesięcznie korzystało z niej około 5000 osób). Dziewczęta uczyły się w starszej  szkole przy ul. Rybaki Dolne (nad kanałem Raduni), jednak był to budynek bardziej skromny, bez żadnego zaplecza socjalnego.
Ul. Osiek wyróżnia się dzisiaj dużą szerokością, znacznie większą od pozostałych ulic na tym obszarze, co wynika z faktu, że przebiegał nią jeden z kanałów Raduni, zasypany na początku XX wieku.
Po utworzeniu Wolnego Miasta Gdańska i demilitaryzacji Gdańska został zamknięty szpital wojskowy, a w jego gmachu umieszczono Pocztę Polską w Wolnym Mieście Gdańsku. W latach dwudziestych XX wieku przy ulicy Panieńskiej mieściło się wiele domów publicznych.
Na początku II wojny światowej miała tu miejsce Obrona Poczty Polskiej. Budynek bronionej poczty przetrwał do dziś, obecnie znajduje się tam Urząd Pocztowy Gdańsk 1. W 1979 na placu przed urzędem pocztowym (nazwanego placem Obrońców Poczty Polskiej) wybudowano pomnik upamiętniający tamto wydarzenie.

## Zabytki[4]i obiekty historyczne
- Muzeum Poczty Polskiej w Gdańsku
- Dawny przytułek dla sierot i starców przy ul. Sierocej (koniec XVII wieku, XVIII-XX wiek)
- Historyczne kamienice
- Duży, poniemiecki schron przeciwlotniczy przy ul. Olejarnej